# Малеев, Виктор Васильевич
Ви́ктор Васи́льевич Мале́ев (род. 22 июля 1940, Мелитополь, Запорожская область) — советский и российский микробиолог, эпидемиолог и инфекционист, доктор медицинских наук, академик РАМН (2002; с 2013 — академик Российской академии наук). Создатель полиэлектролитных растворов, применяемых при обезвоживании (в том числе при холере и других инфекционных заболеваниях). Лауреат Государственной премии Российской Федерации в области науки и техники (1997).

## Биография
С 1958 по 1964 годы — обучался в Андижанском государственном медицинском институте имени М. И. Калинина.
С 1964 по 1965 годы — аспирантура Андижанского медицинского института, кафедра инфекционных болезней.
С 1968 года по настоящее время трудовая деятельность Виктора Васильевича Малеева связана с Центральным научно-исследовательским институтом эпидемиологии Министерства здравоохранения РФ (до 1991 г. — Минздрава СССР). С 1979 года он работает заместителем директора этого института по научной и клинической работе, заведующим отделом инфекционной патологии. Он многократно выезжал на эпидемии опасных инфекций в различные регионы России и в страны Азии, Африки, Центральной и Южной Америки.
С 1990 по 2001 годы — председатель Московского общества врачей-инфекционистов. С 2001 года — главный инфекционист Минздрава России.
С 1999 года — эксперт ВАК Министерства образования РФ.
С 2001 года — личный представитель председателя Правительства РФ в группе личных представителей премьер-министров государств Балтийского моря по борьбе с распространением инфекционных заболеваний.
С 2002 года — действительный член Российской академии медицинских наук.

## Награды, премии, почётные звания
- Орден Александра Невского (7 октября 2022 года) — за заслуги в области здравоохранения и многолетнюю добросовестную работу[5].
- Орден Почёта (23 марта 2015 года) — за заслуги в области здравоохранения и многолетнюю добросовестную работу[6]
- Орден Дружбы (10 апреля 1995 года) — за заслуги перед государством, успехи, достигнутые в труде, науке, культуре, искусстве, большой вклад в укрепление дружбы и сотрудничества между народами[7]
- Знак отличия «За наставничество» (8 июня 2020 года) — за заслуги в профессиональном становлении молодых специалистов и активную наставническую деятельность[8].
- Лауреат Государственной премии РФ в области науки и техники (1997; совместно с др.) за цикл работ по клинике, этиотропной диагностике и терапии неизвестных ранее инфекционных заболеваний[3][9]
- Лауреат премии Правительства РФ в области науки и техники (1995; совместно с др.) за цикл работ по клинике, этиотропной диагностике и терапии неизвестных ранее инфекционных заболеваний[3][10]
- Включение в «Топ-100 людей современной России: смелые поступки, достижения, открытия и живая история. 2014 год» (совместно с известным российским вирусологом Щелкановым М.Ю.) с формулировкой: «Отправились в Гвинею для помощи местным врачам в предотвращении эпидемии Эболы»[11]